# Goda’ goda’
Goda’ goda’ är ett musikalbum av Jojje Wadenius från 1969. Albumet innehåller musik av Wadenius till Barbro Lindgrens texter för barn. Albumet producerades av Anders Burman för Metronome. Skivan belönades med en Grammis 1970 för bästa barnproduktion. Sju år efter att albumet getts ut spelade Wadenius in ett nytt barnalbum, Puss, puss, sant, sant. Också på den skivan var texterna av Barbro Lindgren och musiken av Wadenius. 
I februari 1997 spelades det in fyra nya låtar av Wadenius, bland andra Kalles klätterträd med text av Olof Landström som gjordes för TV-serien Kalles klätterträd 1975. Låtarna producerades av Wadenius själv och hela skivan återutgavs igen i en minnesversion.
På originalutgåvan medverkade även medlemmarna i bandet Made in Sweden, Bosse Häggström på bas och Tommy ”Slim” Borgudd på trummor.
Sångerskan Trille spelade in alla 12 originallåtarna till en dansk version av albumet (Goda' Goda', 1971). The Latin Kings samplade Mitt sår till låten Shonnar vet. Mitt lilla barn med ”akta dig för eld och djupa vatten” används av Ken Ring i låten Eld och djupa vatten.
Omslaget skapades av Per Åhlin.
Skivan rankades av Sonic Magazine i juni 2013 som det 68:e bästa svenska albumet någonsin.

## Låtlista
Alla texter är skrivna av Barbro Lindgren och all musik av Jojje Wadenius om inget annat anges.
1. Mitt sår – 2:08
2. Jag är det fulaste som finns – 2:18
3. När jag blir miljonär – 3:07
4. Mitt lilla barn – 4:38
5. Sången om Kalle – 1:57
6. Jag har en äng – 1:25
7. Jag vill ha en hund, en blå – 3:28
8. Kråkbegravningen – 2:07
9. Min mask – 1:00
10. Den jag älskar heter Örjan – 3:25
11. Mitt eget land – 3:09
12. Goda’ goda’ – 2:09

### Låtar på de remastrade utgåvorna från 1997 respektive 2001
1. Kalles klätterträd  (text: Olof Landström, musik: Jojje Wadenius) – 1:23
2. Havet – 1:48
3. Ägget – 1:30
4. Sagan om råttan – 3:30

## Produktion och inspelning
Albumet är producerat av Anders Burman och inspelat 8 och 9 september och 6 oktober 1969 i Metronome Studio, förutom spåren 13, 14, 15 och 16 som är producerade av Jojje Wadenius och inspelade 19 februari 1997 i Atlantis Studio.

## Medverkande
I originalutgåvan:
- Jojje Wadenius – sång, gitarr
- Bosse Häggström – elbas
- Tommy Borgudd – trummor

På nyinspelningen förutom Jojje Wadenius:
- Anders Kotz – bas (13-16)
- Thomas Bergqvist – trummor (13-16)
- Magnus Byström – piano (13-16)

### Fotnoter
1. 1 2 3 4 5 6  Metronome MLP 15350 LP skivomslag
2. ↑  ”Jojje Wadenius - Goda' Goda'”. Discogs.com. https://www.discogs.com/master/269772-Jojje-Wadenius-Goda-Goda. Läst 1 april 2024.
3. ↑  Grammisgalan 1970
4. ↑  ”Trille – Goda' - Goda'”. Discogs. https://www.discogs.com/Trille-Goda-Goda/release/5353402. Läst 7 januari 2020.
5. ↑  Sonic #69, sommaren 2013